# Hochschule für Raumfahrttechnik
Die Hochschule für Raumfahrttechnik (chinesisch 航天工程大學 / 航天工程大学, Pinyin Hángtiān Gōngchéng Dàxué) ist eine chinesische Militärakademie. Sie untersteht der Strategischen Kampfunterstützungstruppe der Volksbefreiungsarmee und wird dort von der Hauptabteilung Raumfahrt (航天系统部, Pinyin Hángtiān Xìtǒng Bù) betreut. Der Hauptsitz der Universität ist in der VBA-Straße, Gebietsbüro Yanqi des Stadtbezirks Huairou im Norden von Peking, daneben besitzt sie noch zwei Außenstellen in Changping und Shahe.

## Geschichte
Die heutige Hochschule für Raumfahrttechnik wurde im Juni 1978 als Kaderschule der damaligen Kommission für Wehrtechnik der Volksbefreiungsarmee gegründet. Als diese Kommission am 10. Mai 1982 mit dem Büro für wehrtechnische Industrie beim Staatsrat (国务院国防工业办公室) und der Kommission für wissenschaftlich-technische Ausrüstung bei der Zentralen Militärkommission (中央军委科学技术装备委员会) zur Kommission für Wissenschaft, Technik und Industrie für Landesverteidigung vereinigt wurde, blieb die Kaderschule zunächst als solche erhalten, bis sie 1986 zur Technischen Führungsakademie der Wehrtechnik-Kommission (国防科工委指挥技术学院) hochgestuft wurde. 1999 wurde die Führungsakademie dem Hauptzeugamt der Volksbefreiungsarmee unterstellt und 2011 in „Akademie für Ausrüstungswesen der Volksbefreiungsarmee“ (中国人民解放军装备学院) umbenannt. Im Zuge der Tiefgreifenden Reform der Landesverteidigung und des Militärs wurde das Hauptzeugamt und mit ihr die Akademie der Zentralen Militärkommission unterstellt. 
2017 wurde dann mit der Akademie für Ausrüstungswesen als Keimzelle die Hochschule für Raumfahrttechnik gegründet und der Strategischen Kampfunterstützungstruppe unterstellt, um dort sowohl Führungskräfte als auch technisches Personal für den Raumfahrtsektor auszubilden. 
Erster Rektor der Hochschule wurde Generalmajor Zhou Zhixin (周志鑫, * 1965), Mitglied der Chinesischen Akademie der Wissenschaften und ein Spezialist für Fernerkundung.
Als Politkommissar wurde ihm Generalmajor Ji Duo (纪多) zur Seite gestellt, bis dahin Leiter der Politischen Abteilung auf dem Kosmodrom Jiuquan.

## Studiengänge
Die Hochschule für Raumfahrttechnik bietet folgende vierjährige Studiengänge (für alle sind ein Abitur am naturwissenschaftlichen Zweig und gute Englischkenntnisse Voraussetzung):
- IT-Ingenieur im Stabsdienst (指挥信息系统工程)

Für diesen Studiengang müssen die Studierenden bei der Musterung für innendiensttauglich (指挥专业合格) befunden worden sein. Er bietet eine Einführung in die Fünf Systeme bei einem Raumflug (Rakete, Nutzlast, Kosmodrom, TT&C, Bodensegment), das Organisieren und Leiten einer Mission, die informationstechnischen Systeme, die in der Kommandostruktur zum Einsatz kommen, und die technische Ausrüstung, die in der Raumfahrt verwendet wird. Nach dem Abschluss sollen die Studierenden dazu befähigt sein, bei der Leitung einer Raumfahrtmission mitzuwirken sowie die hierbei verwendeten Computersysteme bedienen und warten zu können.
- Raketenstart-Ingenieur (武器发射工程)

Dieser Studiengang, für den die Studierenden voll verwendungsfähig (其他专业合格) sein müssen, bietet eine Einführung in die Mess- und Prüfvorgänge während eines Countdowns, den Startprozess und die Steuerung während des Flugs. Hierfür steht ein eigenes Startlabor (航天发射实验室) mit vereinfacht nachgebautem Kontrollraum zur Verfügung.
- TT&C-Ingenieur (测控工程)

In diesem Studiengang, für den die Studierenden voll verwendungsfähig sein müssen, findet zunächst eine Einführung in die optische Bahnverfolgung mittels Fernrohr und Laser statt, dann in die Prinzipien der Funktelemetrie und Funkfernsteuerung, und schließlich in die Bestimmung und Adjustierung des Orbits von Raumflugkörpern. Hierfür steht eine Gruppe von vier 12-m-Antennen in den Bergen im Norden des Stadtbezirks zur Verfügung.
- Raumfahrttechnik-Ingenieur (航天装备工程)

Dieser Studiengang, für den die Studierenden innendiensttauglich sein müssen, bietet eine Einführung in den Bau von Raumfahrzeugen, Raumflugmechanik, die Grundlagen automatischer Steuerung, Elektrotechnik und Informatik. Damit sollen die Studierenden dazu befähigt werden, die in der Raumfahrt verwendeten Gerätschaften zu bedienen, zu warten, zu prüfen, deren Herstellung zu überwachen und auch selbst bei deren Entwicklung mitzuwirken.
- Wissenschaft und Technik der optoelektronischen Nachrichtenübermittlung (光电信息科学与工程)

In diesem Studiengang, für den die Studierenden voll verwendungsfähig sein müssen, findet eine Einführung in Optik, Elektronik, Weltraumwetter und Informatik statt. Damit sollen die Studierenden dazu befähigt werden, Ziele im Weltraum zu überwachen, das Weltraumwetter zu beobachten und Analysen über die Sicherheit der elektromagnetischen Kommunikation anzufertigen.
- Aufklärung und Nachrichtendienst (侦察情报)

Dieser Studiengang, für den die Studierenden voll verwendungsfähig sein müssen, bietet eine Einführung in die Fernerkundung mittels Satelliten, das Prinzip der Frühwarnung, die Verarbeitung und Interpretation von Satellitenaufnahmen, die Erstellung von nachrichtendienstlichen Präsentationen und die Planung von weltraumbasierten Aufklärungsmissionen.
- Wissenschaft und Technik der Fernerkundung (遥感科学与技术)

Dieser Studiengang, für den die Studierenden voll verwendungsfähig sein müssen, bietet eine Einführung in die bei der Fernerkundung verwendete Technologie, Elektronik, Signal- und Datenverarbeitung sowie Informatik. Damit sollen die Studierenden dazu befähigt werden, über Aufklärungssatelliten gewonnene Informationen zu bearbeiten und anzuwenden sowie die hierbei verwendeten Systeme zu betreuen.
- Nachrichtentechnik-Ingenieur (通信工程)

Dieser Studiengang, für den die Studierenden voll verwendungsfähig sein müssen, bietet eine Einführung in die digitale Signalverarbeitung. Damit sollen die Studierenden dazu befähigt werden, internetbasierte und satellitengestützte Kommunikationsnetzwerke zu entwerfen sowie bei der Planung und Betreuung von Kommunikationssatelliten-Missionen mitzuwirken.
- Informationssicherheit (信息对抗技术)

Dieser Studiengang, für den die Studierenden voll verwendungsfähig sein müssen, bietet eine Einführung in die Erlangung von Informationen über Satelliten, die Verarbeitung dieser Informationen, Datenübertragung und Datensicherheit. Nach dem Abschluss sollen die Studierenden dazu befähigt sein, Datensicherheitskonzepte zu entwickeln, zu betreuen und auf dem neuesten Stand zu halten.
Anders als an der Hochschule für Informatik der Strategischen Kampfunterstützungstruppe in Zhengzhou bzw. Luoyang, wo keine Bewerber aus Ningxia, Tibet, Hainan, Qinghai und Shanghai aufgenommen werden,
steht die Hochschule für Raumfahrt allen körperlich geeigneten Chinesinnen und Chinesen zwischen 17 und 20 Jahren offen. Pro Studienjahr werden etwa 250 neue Kadetten aufgenommen, die nach ihrem Abschluss primär auf die Dienststellen der Strategischen Kampfunterstützungstruppe verteilt werden.